# Salgótarjáni BTC
A Salgótarjáni BTC-t 1920-ban alapították Salgótarján legnépszerűbb klubját, akkori nevén Salgótarjáni Bányász Torna Clubot. A bánya és vállalat támogatását élvezve 1922-ben kiszélesedett a kör. Az elkövetkező években a folyamatos fejlődés volt tapasztalható, így 1935-ben a Nemzeti Bajnokság megalakulásakor jelentős szerepet töltött be a klub az alapításban. Nem elég, hogy alapító tagok voltak az NB1-ben, ez a klub volt az első bányászcsapat, amelyik a legmagasabb osztályban szerepelt akkor Magyarországon.
A klub sokáig az NB1 meghatározó csapatai közé tartozott, mígnem – anyagi gondok miatt – fokozatosan csúszott lejjebb. Megjárta az NB1/B-t, NB2-t, NB3-at, majd kiesett. 2006 és 2009 között a Nógrád megyei I. osztályban szerepeltek (itt is érték el a mélypontot, a 2008-as szezon végén a 13. – majdnem kieső helyen – végeztek). Majd 2010-ben megnyerték a megyei bajnokságot és visszakerültek az NB3-ba, ám 2013 és 2015 között az NB3 és a Megyei 1. osztály között "ingázott"  a csapat.

## Jellemzése
1920. május 13-án született meg a munkások sportköre, Salgótarjáni Torna Club (STC, innen a Stécé elnevezés) néven, és a klub címerében már ekkor ott volt a két, egymással keresztező kalapács. A friss klub pár év múlva, elnyerte a Salgótarjáni Kőszénbánya RT támogatásával és ekkor született meg a legendás, máig is igen jól csengő SBTC név, amely akkor még a Salgótarjáni Bányatelepi Torna Club rövidítése volt. Ma pedig a Salgótarjáni Barátok Torna Club.

## Névváltoztatások
- Salgótarjáni Torna Club (1920–1922)
- Salgótarjáni Bányatelepi Torna Club (1922–1949)
- Salgótarjáni Tárna Sport Egyesület (1949–1951)
- Salgótarjáni Bányász Torna Club (1951–1977)
- Salgótarjáni Torna Club (1977–1984)
- Salgótarjáni Bányász Torna Club (1984–1988)
- Salgótarjáni Barátság Torna Club (1988–1992)
- Salgótarjáni Barátság Torna Club – Salgglas Sport Egyesület (1992–1993)
- Salgótarjáni Barátság Torna Club (1993–2001)
- Salgótarjáni Barátok Torna Club (2001–)

## Története
A sportkör 1920. május 13-án alakult meg Salgótarjáni Torna Club (STC) néven, majd a helyi bányavállalat támogatásának elnyerésével, 1922-ben vette fel nevébe a B betűt, amely sokáig a „Bányatelepi” elnevezést jelentette. Az embléma ugyanaz maradt – két egymást keresztező kalapács – csak a rövidítés változott SBTC-re. Az egyesület egyre nagyobb sikereket ért el az elkövetkező évtizedekben. Az első bányászklub volt, amely a legmagasabb vonalban szerepelhetett 1935-ben, amikor is alapító tagja volt a Nemzeti Bajnokság első osztályának. Ezután 1980-ig csak ritkán hiányzott az élvonalból. A fekete-fehér színű együttes négyszer (ha beleszámítjuk az 1956. évi, félbeszakadt bajnokságot, akkor ötször szerezte meg a vidék legjobbja címet, amit azóta egy csapat sem. Továbbá négyszer jutott be a Magyar Kupa döntőjébe, de egyszer sem tudott nyerni, különböző okok miatt.
A legnagyobb sikert 1971-72-es bajnoki évadban érte el Moór Ede vezető edző és Szabó Géza edző vezetése alatt, amikor is az NB I-ben a harmadik helyen végzett, majd az UEFA-kupában is indulhatott. Ahol korán búcsúztak, hiszen az AEK Athén túl nagy falat volt a számukra.
1977. december 16-a és 1984 nyara között ismét Salgótarjáni Torna Club néven működött. Ekkor összevontak hét salgótarjáni sportegyesületet (SKSE, SASE, SESE stb.) mely ez időben STC néven szerepelt, míg a csapat színe piros-fekete lett. 1984 nyarán megszűnt a fúzió, és ismét saját nevükön szerepeltek az egyesületek, így a Salgótarjáni Bányász Torna Club is, de ez nem tartott sokáig. A nógrádi szénbányászat folyamatos leépítésének következtében 1988-tól a Salgótarjáni Barátság Torna Club nevet vette fel. A két kis kalapács kikerült a címerből, de minden maradt a régiben. Azonban már csak a régi címer, a fekete-fehér szín, és a rövidítés emlékeztet a régi sikerekre, minden más nem.
Ezek után a csapat kiesett és az NB II-ben indult, majd megjárták az NB III-at is. Még 1995 és 1999-ben újra közel voltak az első osztályhoz, de végül is nem sikerült a feljutás (Parmalat FC – később Videoton ellen 1:3; 0:1) sőt az utóbbi esetben anyagiak miatt még a másodosztálytól is visszaléptek. A gárda az NB III Mátra-csoportjában az 1999-2000-es bajnoki évadban a 11. helyen végzett, így kiesett, ám a visszalépések miatt indulhatott volna az NB II-ben. Ezt a klub anyagi gondok miatt nem tudta vállalni, így története során először a megyei I. osztályban kezdte el a 2000-2001-es bajnokságot. Az egyesület 2001. február 21-én újjáalakult, fuzionált a Salgó Öblössel és Salgótarjáni Barátok Torna Club néven indult az NB2-ben, ahol az első évben 12., majd a rákövetkezendő évben 14. lett, és kiesett. Ezek után NB3-ban indultak, ahol a fiatal csapat (átlagéletkor 21 év) nem tudta felvenni a harcot a sokkal rutinosabb ellenfelekkel – akik tele voltak NB1-et, NB2-őt megjárt játékosokkal – szemben, így ismét kiesett. 2007-ben levált a Salgó Öblös, azóta az SBTC a megyei I. osztályban szerepel. 2007-ben 2. hely, 2008-ban 3. hely, 2009-ben 13. hely lett a csapat végső helyezése. A csapat a 90. évfordulójának az évében, 2010-ben jutott vissza az NB-III Mátra csoportjába, azóta a középmezőnyben szerepelt. A 2012/13-as szezonban az MLSZ ismét átszervezte az NB osztályokat, amelynek az SBTC úgy vágott neki, hogy a középmezőnyben kellett végeznie a bennmaradáshoz. A csapat történetében talán először egy külsős szponzor a Puebla szerepvállalásakor sokan gondoltak arra, hogy most évekre megoldódik a csapat anyagi és egyéb jellegű problémája. De keserű volt az ébredés: még ebben a szezonban kiesett a Stécé, majd a megye I. osztályban talán példa nélküli módon 36 játékost pályára léptetve (közöttük a csapat edzőjét, másodedzőjét és számos brazil “tehetséget”) üggyel-bajjal sikerült újfent kiharcolni az NBIII-as tagságot. Egyetlen pozitívum ebből az időszakból, hogy a tatárárok régi salakos pályáján megépült az SBTC műfüves pályája, így most már a téli felkészülések is akadálytalanul zajlottak minőségi talajon. A 2014/15-ös bajnokság félidejében kiszállt a Puebla, tetemes adósságot hagyva maga után, amit az egyesület az egész tavaszi szezonban görgetett maga előtt. Noha a csapat majdnem a hajráig a bennmaradó helyen állt, a labdarúgóknak végül elfogyott a türelmük és ismét kiesett az SBTC. A csapat számára ezután is a megyei I. osztályban vártak megmérettetések; a feljutást csak a 2017/18-as idényben – a sikertelenül megvívott osztályozó ellenére – sikerült kivívni. A következő szezonban a Stécé azonban ismételten kevésnek bizonyult az NBIII-hoz, késhegyre menő csatározások után az utolsó fordulóban vérzett el Rubint Richárd csapata.

## Legjobb eredmények

### Sikerek
| Évad    | Eredmény | Helyezés |
| 1971-72 | NB I.    | 3.       |

| Év               | Eredmény              |
| 1957, 1971, 1972 | Vidék legjobb csapata |
| 1941, 1967       | Magyar Kupadöntő.     |

### UEFA-kupa
| Szezon  | Bajnokság | Forduló    | Ellenfél  | 1. mérk. | 2. mérk. | Össz. |
| ------- | --------- | ---------- | --------- | -------- | -------- | ----- |
| 1972-73 | UEFA-kupa | 1. forduló | AEK Athén | 1–1      | 1–3      | 2–4   |

Az NB I-ben a bemutatkozást kiesés követte. A bajnokságnak 1940-től számítható törzstagjának az SBTC. Végleg csak 1980-ban esett ki a klub az NB I-ből.
Legegyenletesebb szereplés 1955 és 1961 között volt: egyszer 5. háromszor 6. volt.
A legeredményesebb szereplés pedig 1970-1972 között: 5. hely és a 3. hely.
1973-ban az UEFA-kupában is szerepelt.

### Statisztikák

#### Amikor bronzérmesek lettek
A csapat mérkőzéseit 195 ezer néző látta. Salgótarjánban 108 ezer, idegenben 87 ezer szurkoló volt kíváncsi a mérkőzésekre. Salgótarjánban a Bp.Honvéd ellen volt kint a legtöbb néző, szám szerint 15 ezer, vagyis akkoriban több mint a fél város. Az FTC ellen 12 ezren voltak, míg az MTK elleni meccsen 9 ezren látogattak ki. Idegenben a Népstadionban voltak a legtöbben, 15 ezren, amikor is a csapat az FTC-vel játszott (0:0).

### A tarjáni "Aranycsapat"

#### Érem
| Név            | Válogatott       | világbajnokság | olimpiai játékok |
| Szojka Ferenc  | 28x              |                | -                |
| Oláh Géza      | 3x               | -              | -                |
| Vasas Mihály   | 2x               | -              | -                |
| Bánkuti István | 1x               | -              | -                |
| Bodon Tibor    | 1x               | -              | -                |
| Básti István   | 4x olimpiai      | -              |                  |
| Vincze Gyula   | 1x               | -              | -                |
| Zsédely Sándor | 1x               | -              | -                |
| Menczel Iván   | 7x olimpiai      | -              |                  |
| Szalay Miklós  | 1x + 1x olimpiai | -              |                  |

#### Legnagyobb győzelem
| 1970. január 19., 16:00 - | ' Salgótarjáni BTC'                                                      | 8 – 2 | FC Kistext                 | Kohász Stadion, Salgótarján - 10,000 néző v.: Kiss (magyar) |
| 1970. január 19., 16:00 - | Menczel 9', 19', 34' Básti 20', 36', 45', 80' Szalay 77' (11-esből), 88' |       | Kiss 66' Horváth 89' , 46' | Kohász Stadion, Salgótarján - 10,000 néző v.: Kiss (magyar) |

#### Legnagyobb vereség
Érdekesség, hogy az SBTC (1971–72) 12 meccsen nem kapott gólt (otthon ötször, idegenben hétszer), amivel a táblázaton a 2. helyet foglalta el a Bp. Honvéd mögött. A csapatok gólképességi táblázatán az SBTC a tabella legtetején végzett: csak 3 meccsen nem lőtt gólt, ami a csapat számára szép eredmény volt.

#### Vidék-Budapest ellen
| Csapat    | Helyezés |
| SBTC      | 1.       |
| Tatabánya | 2.       |
| Komló     | 3.       |

#### Vidék-Vidék ellen
| Csapat    | Helyezés |
| Tatabánya | 1.       |
| SBTC      | 2.       |
| Videoton  | 3.       |

A góllövőlistán 3 tarjáni játékos is dobogós helyezést ért el. Vincze, Vasas és Csáki. Mindhárman Bronzcipősök lettek.

## Történelmi mérkőzések
| 1972. szeptember 13., 20:00 - | AEK Athén                                              | 3 – 1 | Salgótarjáni BTC   | Olimpiai Stadion, Athén - 26,000 néző v.: Istalos (görög) |
| 1972. szeptember 13., 20:00 - | Negrepontis 36' Savevski 43' Nikolaidis 77' (11-esből) |       | Jeck 66' Básti 46' | Olimpiai Stadion, Athén - 26,000 néző v.: Istalos (görög) |

26 ezer néző előtt már az első félidőben 2 gólos hátrányba került a vendég SBTC. Ennek tudatában, sokkal motiváltabban léptek pályára a hőn szeretett salgótarjáni játékosok a második félidőben. A dolgok viszont nem úgy alakultak, ahogy azt ők szerették volna, hiszen egy vitatható eset után Nikolaidis 11-esével már 3:0 állt az eredményjelzőn. Becsületére legyen mondva a "bányászoknak",életben tartva a reményeket, a visszavágóra, hogy nem adták fel, aminek később meg is lett az eredménye, mert a salgótarjániaknak juttattak egy jogos 11-est, amit higgadtan értékesített is Jeck Ferenc.
| 1972. szeptember 27., 17:00 - | Salgótarjáni BTC                                       | 1 – 1 | AEK Athén                    | Kohász Stadion, Salgótarján - 6,000 néző v.: Charles Corver (holland) |
| 1972. szeptember 27., 17:00 - | Básti 56' (11-esből) Szalai 36' Szojka 65′ Menczel 44' |       | Negrepontis 85' Savevski 55' | Kohász Stadion, Salgótarján - 6,000 néző v.: Charles Corver (holland) |

A borús, esős idő ellenére, 6000 néző mégis kilátogatott az "ország legszebb fekvésű stadionjába". Jól kezdtek a hazai feteke – fehérek, sorozatos támadásokat vezettek, ám gólt nem sikerült szerezniük. Aztán a 2.félidőben Moór Ede edző cserélt, aminek az 52. percben meg is lett a jutalma. Az egyik tarjáni támadót nem sikerült szerelniük a görögöknek a 16-oson belül, amiért a játékvezető büntetőt ítélt. A labda mögé a közönség kedvence Básti István állt, aki nem hibázott. Így már csak 1 gól hiányzott, és Salgótarján első számú csapata történelmet írhat. Ám kitámadtak, amit a rutinosabb görögök könyörtelenül kihasználtak és a mérkőzés végén egyenlítettek.
A csata végén a tarjáni B-közép ütemes tapssal jutalmazta a két csapat megalkuvást nem ismerő futballját.
Ezáltal a görög csapat jutott tovább a következő körbe ahol a Liverpool-lal csapott össze.

## Ismertebb játékosok
* a félkövérrel írt játékosok rendelkeznek felnőtt válogatottsággal.
- Bánkuti István
- Bodon Tibor
- Kocsis Lajos
- Kovács István
- Oláh Géza
- Pákozdi László
- Szalay Miklós
- Szojka Ferenc
- Vasas Mihály
- Vincze Gyula
- Zsédely Sándor
- Zsengellér Gyula

## Az induló
| Fekete-fehér amatőr gárda, senkitől sem fél, a harcot állja, esőben, sárban, hogyha fúj a szél. Szurkolók száza, szívébe zárja, győzelmet remél. Mindig a helyén a szívünk, bárki az ellenfél. Az SBTC tizenegy, mindig a győzelemre megy, három-négy gólt, megbabonáz, zúg a nép, huj-hajrá! Jól vigyázz! Büszke szép zászlónk, ha lobog, még a kék ég is mosolyog, rajta hát, stécé, rajta hát, stécé, Színeinknek győznie kell!! |

## Külső hivatkozások
- Az SBTC hivatalos oldala Archiválva 2015. február 2-i dátummal a Wayback Machine-ben
- Az SBTC adatlapja a magyarfutball.hu-n
- A csapat nemzetközi kupamérkőzései és hazai kupadöntői
- Kukely Mihály: Szojka és csapata. Olvasókönyv kezdő és haladó SBTC szurkolóknak; Nógrád Megyei Múzeumok Igazgatósága, Salgótarján, 1988
- 100 év képekben. Az SBTC évszázados története; szerk. Homoga József; SBTC 100 Alapítvány, Salgótarján, 2020